# Iglesia Saint-Pierre de Prades
La Iglesia Saint-Pierre de Prades es una iglesia parroquial católica en Prades (Pirineos orientales), Francia. De origen románico, como atestigua su campanario, la iglesia fue reconstruida en los siglos XVII y XVIII.
Saint-Pierre es el principal monumento del municipio, ubicada en el corazón del casco antiguo, dependiendo de la Abadía de Lagrasse.

## Historia
Las partes más antiguas del edificio probablemente se remontan al siglo XII, aunque su origen se remonta al menos al siglo XI.
Pero el aumento de la población hizo que el edificio fuera demasiado pequeño a finales del siglo XVI, y en 1605 el obispo de Elna determinó la ubicación de la nueva iglesia. Los trabajos comenzaron en 1606 y terminaron hacia 1749.
El edificio fue clasificado como monumento histórico en 1948.

## Descripción
El edificio actual, de estilo gótico, es de imponentes dimensiones: 43 metros de largo, 13 metros de ancho y 17 metros de alto. En el lado sur se levanta el campanario, de estilo románico, del siglo XII, de unos 30 metros de altura. La torre se divide en cinco niveles separados por arcos y lesenas. Solo los últimos tres niveles están perforados con bahías gemelas, los dos niveles inferiores deben soportar el peso de la torre. La tapa es una adición moderna, como lo demuestra la diferencia de aparatos, mucho más tosca, con las piedras cuidadosamente emparejadas del período románico.
El muro sur de la bahía entre la fachada occidental y el campanario conserva aún dos vanos románicos semicirculares, uno de los cuales está obstruido.

### Interior

#### El coro
El suelo y la valla del coro son de mármol rosa jaspeado con blanco. El antiguo altar mayor es de mármol rosa jaspeado con blanco, fue utilizado antes del Concilio Vaticano II, cuando el sacerdote celebraba la Misa de espaldas a los fieles. El sagrario es de mármol blanco y negro, en él está representada la Trinidad.

#### El retablo monumental
El retablo monumental de Saint-Pierre fue esculpido por Joseph Sunyer y fue terminado en 1699, este es considerado como uno de los más grandes de Francia.